# Last Voyage
Last Voyage (с англ. — «Последнее Путешествие»)  — это инди-игра интерактивная головоломка и платформер, разработанная независимой канадской студией Semidome Ins., расположенной в Торонто. Создатели утверждали, что при разработке игры вдохновлялись классическими научно-фантастическими фильмами и в целом хотели создать игру о космосе, «но не о космических кораблях а о том, что находится за пределами человеческой культуры и её технологий».
Last Voyage предлагает ряд игровых уровней с разной игровой механикой. Часть уровней представляют собой головоломки, другие же являются платформерами, требующими от игрока быстрой реакции. Игровые уровни объединены минималисткой, абстрактной и научно-фантастической художественной эстетикой. 

## Игровой процесс
Last Voyage представляет собой сборник игр с достаточно разной механикой и игровым процессом, условно представленных в виде глав. Первая глава предлагает головоломку, где представлены простые геометрические формы и узоры, которые игрок должен перемещать, чтобы объединить узоры на них в единую линию. Вторая глава — это платформер, где игрок путешествует сквозь кольца и иные геометрические фигуры. На пути будут встречаться препятствия, которые игрок должен обходить, проводя пальцем по экрану в нужном направлении. 
Третья глава предлагает исследовать цвета и геометрические фигуры, объединяя фрагменты правильным образом, после чего головоломка затрагивает сетки и линии, где игрок должен рисовать линии правильным образом. Четвёртая глава предлагает путешествие сквозь пространство, игрок должен путешествовать по голубой пинии и не отклоняться. Пятая и последняя глава представляет собой платформер, где игрок управляет точкой, путешествующей сквозь двухмерное пространство. На пути у точки будут встречаться разные геометрические фигуры, которые надо обходить.

## Критика
| Сводный рейтинг    | Сводный рейтинг |
| Агрегатор          | Оценка          |
| ------------------ | --------------- |
| Metacritic         | 75/100 (iOS)    |
| Иноязычные издания |                 |
| Издание            | Оценка          |
| Apple'N'Apps       | 90 %            |
| Post Arcade        | 8,0/10          |
| Pocket Tactics     | [ 5 ]           |
| TouchArcade        | [ 6 ]           |
| 148Apps            | [ 7 ]           |

Игра в целом получила положительные и смешанные оценки со стороны игровых критиков. Средняя оценка по версии агрегатора Metacritic составила 75 баллов из 100 возможных. Многие критики указали на явное сходство одного из игровых уровней со сценой из фильма 1968 года — «Космическая одиссея 2001 года», где главный герой Дейв путешествует через червоточину. Также критики сравнивали художественную эстетику игры с Rez, Journey, её психоделическую атмосферу с сериалами «Сумеречная зона» и в целом игровой жанр с игрой Monumenty Valley.
Часть критиков оставили положительные отзывы. Например представитель сайта Apple'N'Apps назвал Last Voyage уникальным и захватывающим игровым путешествием, обязательным для того, чтобы попробовать его на устройстве iOS. Представитель сайта Finacial Post заметил, что игра определённо придётся по душе людям, готовым заплатить за короткую, но атмосферную и захватывающую игру. Каждый отдельный уровень предоставляет игроку незабываемый игровой опыт и побуждает к мыслям о бытие, восприятии пространства и света. Представитель PocketTactics назвал Last Voyage в целом достаточно простой игрой, но привлекающей прежде всего своей психоделической атмосферой.
Критик Apple'N'Apps посоветовал не рассматривать Last Voyage, как игру в прямом смысле, так как её головоломки в целом достаточно простые. Рецензент сайта PocketTactics сравнил игру с абстрактным космическим путешествием и заметил, что Last Voyage скорее является сборником нескольких достаточно разных игр со своими игровыми механиками.
Более сдержанный оставил представитель TouchArcade, заметив, что хотя Last Voyage позиционирует себя, как атмосферная головоломка, она в конце концов выглядит, как коллекция малосвязанных частей, которые представляют ценность если их не пытаться рассматривать, как часть нечто большего и целого. Хотя отдельные формы игрового процесса завораживают, но повествовательная часть игры получилась слабой. Критик сайта 148apps также оставил сдержанный отзыв, назвав Last Voyage сборником сборником головоломок с причудливой и атмосферной игровой механикой, однако сама игра получилась крайне короткой и не реиграбельной. Критик Finacial Post, хотя и оставил положительную оценку, но также был разочарован длинной игры, заметив, что это может застать игрока врасплох и вызвать чувство разочарования.